# Michael Weiße
Michael Weiße (* um 1488 in Neisse, Fürstentum Neisse; † 19. März 1534 in Landskron, Königreich Böhmen) war zunächst Franziskaner in Breslau und nach 1518 Prediger der Unität der Böhmischen Brüder. Zudem verfasste er theologische Schriften und Kirchenlieder, die von ihm teilweise vertont wurden.

## Leben
Michael Weiße war Schüler am Neisser Pfarrgymnasium. Ab 1504 studierte er an der Universität Krakau und trat 1510 in Breslau in ein Franziskanerkloster ein. Da er sowie seine Mitbrüder Johannes Zeising und Johann Mönch sich der Lehre Luthers zugewandt hatten, wurden sie 1517/18 aus Breslau ausgewiesen. Mit Zustimmung des Priesters Laurentis Krasonický (Vavřinec Krasonický) und gegen den Widerstand des Brüderbischofs Lukas von Prag wurden sie in die Unität der Böhmischen Brüder aufgenommen. 1522 wurde Michael Weiße zum Prediger und Vorsteher der deutschsprachigen Brüdergemeine in Landskron gewählt. Im selben Jahr entsandte ihn Bischof Lukas von Prag zusammen mit Johann Horn nach Wittenberg zu Martin Luther. Dort sollten sie unter anderem das Glaubensbekenntnis der Brüder mit dem Luthers vergleichen. Als Mitglied einer Gesandtschaft hatte Weiße noch weitere Male Gelegenheit, Luthers Abendmahlslehre kennenzulernen, die von den Brüdern überwiegend anerkannt, von einigen aber auch abgelehnt wurde. Zu diesen gehörte vermutlich auch Weiße. 1525 veröffentlichte er die Schrift Eyn kurtz unterricht von dem ursprunck der Bruder in Behmen vnd desselben vrsach, daryn sie auch beweysen, das sie nicht aus der Waldenser oder Pickartenrotten kommen. Gesant auff den Lanttag ken Praga. Gedruckt yn der churf. stat Zwickaw durch Jorg Gastel ym 1525.
Seit 1525 propagierten Michael Weiße und seine Breslauer Mitbrüder Johann Zeising und Johann Mönch die Lehre Zwinglis, weshalb es zu einer harten Auseinandersetzung mit dem Senior Lukas von Prag kam. Während sich Michael Weiße und Johann Mönch dem Bischof unterwarfen, schloss sich Zeising den Täufern an. 1528 wurde er auf Befehl König Ferdinands I. in Brünn verbrannt.
Auf der Brüdersynode in Brandeis wurde Michael Weiße 1531 zum Geistlichen der Brüderunität ordiniert. Zugleich wurde er zum Vorstand der deutschen Brüdergemeinen in Landskron und Fulnek ernannt.
Große Bedeutung erlangte er 1531 mit der Herausgabe eines Gesangbuches mit Kirchenliedern, das 1531 unter dem Titel Ein New Gesengbuchlein erschien. Es enthält 157 deutsche Lieder, von denen 137 Eigendichtungen oder Umarbeitungen Weißes sind; die meisten Melodien stammen aus der tschechischen Tradition der Böhmischen Brüder. Dieses erste deutschsprachige Gesangbuch der böhmischen Brüderunität ist mehrfach nachgedruckt worden und wirkte anregend auf weitere Werke dieser Art.
1532 wurde Weiße in den Rat der Brüdergemeine gewählt. Im selben Jahr übersetzte er die Apologie der Böhmischen Brüder ins Deutsche, die ein Jahr später in Zürich gedruckt wurde. Sie wurde jedoch von den meisten Mitbrüdern, die zu den Anhängern Luthers gehörten, als unrichtig erklärt und abgelehnt. Sie veranlassten eine neue Übersetzung, in die Luthers Abendmahlslehre Eingang fand. Für diese Übersetzung, die 1533 in Wittenberg erschien, schrieb Martin Luther selbst das Vorwort. Dadurch verlor Weiße seine Anhängerschaft. Obwohl er noch versuchte, den neuen Anschauungen gerecht zu werden, indem er einen Teil der Lieder seines Gesangbuchs entsprechend der neuen Lehre verbessern wollte, starb er schon im Jahr 1534. Nach unbelegten Berichten soll er nach dem Genuss von Wolfsfleisch gestorben sein. Die Leitung der deutschen Brüdergemeinden Landskron und Fulnek übernahm der Brüdergeistliche Michael Thamm.
1544 gab Weißes früherer Gesinnungsgenosse Johann Horn Weißes Gesangbuch von 1531 neu heraus. Von den insgesamt 181 Liedern stammten 149 aus der ersten Auflage, 32 Lieder, deren Autor nicht sicher belegt ist, kamen neu hinzu. Diese Ausgabe wurde in Nürnberg gedruckt und erschien unter dem Titel Gesangbuch Der Brüder in Behemen vnd Merherrn, die man auß haß vnd neid Pickharden, Waldenses [et]c. nennet: Von jnen auff ein neues (sonderlich vom Sacrament des Nachtmals) gebessert, vnd etliche schöne newe Geseng hinzu gethan. Im Evangelischen Gesangbuch (EG) sind neun Lieder von Weiße enthalten. Von Weiße stammt unter anderem das Osterlied Gelobt sei Gott im höchsten Thron, das er 1531 veröffentlichte. Im Gesangbuch der Evangelisch-reformierten Kirchen der deutschsprachigen Schweiz finden sich je zwei Liedtexte und zwei Melodien von ihm.

## Schriften (Auswahl)
- Gesangbuch der Böhmischen Brüder vom Jahre 1531. Faksimile-Nachdruck, hrsg. von Wilhelm Thomas. Bärenreiter, Kassel 1931, OCLC 611054715.
- Gesangbuch der Böhmischen Brüder 1531. In originalgetreuem Nachdruck herausgegeben von Konrad Ameln. Bärenreiter, Kassel, Basel 1957, OCLC 633865841 (Faksimile des Erstdrucks Ein New Gesengbuchlein. Jungbunzlau 1531, DKL 153102, XL 8 im VD 16.).

## Gedenktag
19. März im Evangelischen Namenkalender.